# Чонпхо (станция метро)
«Чонпхо» (кор. 전포역) — подземная станция Пусанского метро на Второй линии. Она представлена двумя боковыми платформами. Станция обслуживается Пусанской транспортной корпорацией. Расположена в квартале Чонпхо-дон муниципального района Пусанджингу Пусана (Южная Корея). На станции установлены платформенные раздвижные двери.
Станция была открыта 8 августа 2001 года
Открытие станции было совмещено с открытием 2-й очереди Второй линии — участка длиной 8,5 км и ещё 9 станцийː «Кымнёнсан» (210), «Намчхон», «Университет Кёнсон — Национальный университет Пугён», «Тэён», «Мотколь», «Чигеколь», «Мунхён»,«МФЦ — Банк Пусана» и «Сомён» (219).